# Causa (Rechtsgrund)
Causa (lat.: Fall, Ursache) ist die aus dem römischen Recht stammende lateinische Bezeichnung für den rechtsgeschäftlichen „Grund einer Zuwendung“. Die Causa überschreibt inhaltlich den im Einzelfall zu konkretisierenden Geschäftstyp (so beispielsweise den Kauf-, Werk-, Dienst- oder Mietvertrag).
Die causa ist Namensgeber des in Österreich geltenden Kausalprinzips und des nicht nur in der Rechtsordnung Deutschlands geltenden Begriffs des Kausalgeschäfts. Diese Begriffe dürfen allerdings nicht mit dem spezifischen Ursache-Wirkungs-Prinzip, der Kausalität, verwechselt werden. Diese bezeichnet in allen Rechtsordnungen das „Bindeglied“ zwischen Handlung und den „dadurch“ ausgelösten Erfolg.

## Im deutschen Recht
Das deutsche Recht unterscheidet im bürgerlichen Recht vornehmlich zwischen Verpflichtungs- und Verfügungsgeschäften sowie Realakten. Die Verpflichtungsgeschäfte (Kaufvertrag, Werkvertrag und andere) bilden den Rechtsgrund, die causa für die beabsichtigten Verfügungsgeschäfte (Übereignung der Kaufsache, Abtretung einer Forderung) oder die Realakte, die zu (temporären) Bereicherungen führen (beispielsweise Besitzüberlassung, Beförderung).
Im deutschen Recht erlangt die causa insbesondere im Bereicherungsrecht hohe Bedeutung. Auch in den Fällen des § 139 BGB spielt sie eine Rolle, in denen das so genannte Abstraktionsprinzip durchbrochen ist, so beispielsweise bei akzessorischen Sicherungsrechten, wie Pfandrechten und Hypotheken oder bei geschäftseinheitlichen Verträgen, deren Kernmerkmal die systematische Zusammenfügung zweier Verträge bildet, die kraft Vereinbarung nicht unabhängig voneinander existieren sollen; dazu gehört ein Grundstückskaufvertrag, der nicht ohne Baubetreuungsvertrag abgeschlossen werden soll.
Voraussetzung eines jeden Anspruchs aus ungerechtfertigter Bereicherung ist das Fehlen eines die Vermögensverschiebung objektiv rechtfertigenden Grundes. Dabei bestimmt das Gesetz nicht ausdrücklich, wann eine Bereicherung ungerechtfertigt ist, stellt allerdings den späteren Wegfall des „rechtlichen Grundes“ beziehungsweise den Nichteintritt des durch den Inhalt des Rechtsgeschäfts bezweckten Erfolges, dem ursprünglichen Fehlen des „rechtlichen Grundes“ gleich. Die causa kann deshalb fehlen, weil das Verpflichtungsgeschäft unwirksam geworden ist, etwa durch Anfechtung, oder weil von vornherein keine Verpflichtung bestanden hat, so bei ursprünglicher Nichtigkeit des Vertrages und beim Dissens. Vermögensverfügungen die „ohne rechtlichen Grund“ erfolgen, sind über das Bereicherungsrecht oder das Sachenrecht rückabzuwickeln, weil „kein Rechtsgrund für das Behaltendürfen“ besteht.

## Wegfall dercausawegen Anfechtung (Erläuterungsfall)
Ein Beispiel mag die Bedeutung der causa für Rechtsgeschäfte erläutern:
A und B schließen einen Kaufvertrag über ein Fahrrad. Rechtstechnische Abwicklung: Der Kaufvertrag ist ein so genannter schuldrechtlicher Vertrag zwischen den Parteien, wobei sich A gemäß § 433 Abs. 1 BGB verpflichtet, dem B Eigentum an dem Fahrrad zu verschaffen. Im Gegenzug verpflichtet sich B gemäß § 433 Abs. 2 BGB dem A den vereinbarten Kaufpreis zu zahlen (Synallagma). Der Jurist spricht in diesem Zusammenhang vom Verpflichtungsgeschäft. Zeitgleich oder in der Folge kommt es aufgrund des Verpflichtungsgeschäfts zum Erfüllungsgeschäft, denn das Eigentum ist durch die Verpflichtung, Eigentum zu übertragen, noch nicht auf die jeweils den Gegenstand und das Geld austauschenden Parteien übergegangen. A einigt sich also mit B, dass das Eigentum an dem Fahrrad auf ihn übergehen soll, und verschafft ihm im Idealfall den unmittelbaren Besitz zum Zwecke des Eigentumsübergangs daran, in dem er ihm das Fahrrad rechtstechnisch gemäß § 929 S. 1 BGB übergibt. B einigt sich im Gegenzug wiederum mit A, dass das Eigentum an den Geldscheinen auf ihn übergehen soll, und verschafft ihm durch Übergabe derselben, den unmittelbaren Besitz daran (§ 929 S. 1 BGB).
Sollte A nun den B über eine wesentliche Sacheigenschaft des Fahrrades arglistig getäuscht haben, weil er ihm beispielsweise wahrheitswidrig erklärt hatte, das Fahrrad sei ein bestimmtes Markenfahrrad, obwohl es sich tatsächlich um ein billiges Plagiat handelt, so kann B den Vertrag gemäß § 123 Abs. 1 BGB anfechten. Die Rechtsfolge regelt § 142 Abs. 1 BGB. Der Vertrag ist rückwirkend vernichtet. Die Anfechtung fingiert, dass ein Kaufvertrag zwischen A und B nie zustande gekommen war. Andererseits sind aufgrund des Trennungs- und Abstraktionsprinzips – unterstellt es liegt kein Fall der Fehleridentität vor – beide Erfüllungsgeschäfte (Übereignung des Fahrrades und Übereignung der Geldscheine) wirksam geblieben. Da die Rechtsordnung dieses unerwünschte Ergebnis nicht aufrechterhalten möchte, greift das Bereicherungsrecht leistungskondiktorisch (§ 812 Abs. 1, 1. Alt. S. 1 BGB) durch, woraus jeder die nunmehr ja „rechtsgrundlos“ hingegebene Sache herausverlangen kann. A gibt Geld in Höhe des Kaufpreises, B das Fahrrad zurück, denn ein Rechtsgrund für das jeweilige Behaltendürfen besteht nicht, die causa fehlt; in diesem Fall mit ex tunc-Wirkung.